# Reimer Böge
Reimer Böge (Hasenmoor, 18 december 1951) is een Duits politicus. Sinds 25 juli 1989 zit hij voor de Christlich Demokratische Union Deutschlands (CDU) in het Europees Parlement als lid van de Europese Volkspartij.

## Functies in het Europees Parlement
Böge werd in 1989 lid van het Europees Parlement voor de CDU. Hij was van september 1996 tot februari 1997 voorzitter van de Tijdelijke Enquêtecommissie BSE en daarvoor tussen 1992 en 1994 ondervoorzitter van de delegatie voor de betrekkingen met Zweden en de delegatie in de Gemengde Parlementaire Commissie EG-Zweden. Van januari 2007 tot juli 2009 was Böge voorzitter van de Begrotingscommissie. Daarvoor was hij reeds enkele jaren ondervoorzitter van diezelfde commissie. Sinds 2012 is hij nog slechts lid van de Begrotingscommissie en de delegatie in de Gemengde Parlementaire Commissie EU-Chili. Hij maakt tevens deel uit van het bureau van de Europese Volkspartij.